# Hae Buru de Buyeo
Hae Buru (Hangul: 해부루, Hanja: 解 夫 婁; 86 a. C. – 48 a. C.) fue un rey coreano, gobernador del reino de Buyeo y fundador del reino de Dongbuyeo (86 a. C. – 22 d. C.), un antiguo reino coreano.
Tomó el trono y se convirtió en rey de Buyeo, conduciendo a sus seguidores y a algunos miembros del reino a la ciudad de Gaseopwon (迦葉原), una ciudad cerca del Mar del Este. Ese mismo año fundó Dongbuyeo, llamada así debido a su posición al este de Buyeo.
Según el libro Samguk Yusa, Aranbul, un ministro de la corte de Buyeo, tuvo un sueño en el que el Emperador Celestial le dijo que Buyeo debía dar paso a los descendientes del Cielo, y creyendo que el sueño era una especie de presagio, le aconsejó al rey que trasladara la capital. Más tarde, este trasladó su capital a Gaseopwon, y llamó a su país Dongbuyeo.
Ya a una edad avanzada consiguió tener un hijo, Geumwa, a quien entrenó y convirtió en su sucesor. Cuando murió en el 48 a. C., Geumwa subió al trono proclamándose «Rey de Dongbuyeo».

## En la cultura popular
- Hae Buru fue interpretado por Park Geun-hyung en la serie de televisión Jumong del canal MBC de 2006-2007.